# ゾーイ・ドゥイッチ
ゾーイ・ドゥイッチ（Zoey Deutch、1994年11月10日 - ）は、アメリカ合衆国の女優。

## 生い立ち
アメリカ合衆国カリフォルニア州ロサンゼルスに生まれ、主にロサンゼルスで育つ。父は『恋しくて』や『プリティ・イン・ピンク/恋人たちの街角』で知られる映画監督ハワード・ドゥイッチ、母は『バック・トゥ・ザ・フューチャー』で知られる女優リー・トンプソンである。姉に女優でミュージシャンのマデリーンがいる。大おじは俳優のロバート・ウォーデン。父親がユダヤ人であったことからユダヤ文化の影響を受けた。幼少からバレエ、ジャズダンス、タップダンス、モダンダンス、ヒップホップダンスなど様々なダンスを学ぶ。ロサンゼルス郡芸術高等学校で演劇を専攻した。

## キャリア
2010年から2011年にかけてディズニーチャンネルテレビシリーズ『スイート・ライフ オン・クルーズ』にマヤ・ベネットとして出演、2011年から2012年にわたりCWテレビジョンネットワークのテレビシリーズ『リンガー 〜2つの顔〜』にジュリエット・マーティン役で出演。テレビシリーズ『クリミナル・マインド 特命捜査班レッドセル』、『NCIS 〜ネイビー犯罪捜査班』、『スイッチ 〜運命のいたずら〜』などにそれぞれゲスト出演した。
2013年の映画『ビューティフル・クリーチャーズ 光と闇に選ばれし者』、主役を演じた2014年の映画『ヴァンパイア・アカデミー』以降は映画を中心に活躍している。

## フィルモグラフィー

### 映画
| 公開年 | 邦題 原題                                                                    | 役名                               | 備考             | 吹き替え           |
| ------ | ---------------------------------------------------------------------------- | ---------------------------------- | ---------------- | ------------------ |
| 2011   | Mayor Cupcake                                                                | レナ・マローニ                     |                  |                    |
| 2012   | アメイジング・スパイダーマン The Amazing Spider-Man                          | Gossip Girl                        | 出演シーンカット |                    |
| 2013   | ビューティフル・クリーチャーズ 光と闇に選ばれし者 Beautiful Creatures        | エミリー・アッシャー               |                  |                    |
| 2014   | ヴァンパイア・アカデミー Vampire Academy                                     | ローズマリー・“ローズ”・ハサウェイ |                  |                    |
| 2016   | ダーティ・グランパ Dirty Grandpa                                             | シャディア                         |                  | 植竹香菜           |
| 2016   | エブリバディ・ウォンツ・サム!! 世界はボクらの手の中に Everybody Wants Some!! | ビヴァリー                         | [ 4 ]            | 川端麻衣           |
| 2016   | ロキシー Vincent N Roxxy                                                     | ケイト                             |                  | 伊藤静             |
| 2016   | ウェディング・バトル アウトな男たち Why Him?                                 | ステファニー・フレミング           | 日本劇場未公開   | 中原麻衣           |
| 2017   | ビフォア・アイ・フォール Before I Fall                                       | サマンサ・キングストン             | 日本劇場未公開   | 宇山玲加           |
| 2017   | ライ麦畑の反逆児 ひとりぼっちのサリンジャー Rebel in the Rye                 | ウーナ・オニール                   |                  | 三重野帆貴         |
| 2017   | ディザスター・アーティスト The Disaster Artist                               | ボビ                               | 日本劇場未公開   | （吹き替え版なし） |
| 2018   | セットアップ: ウソつきは恋のはじまり Set It Up                               | ハーパー                           | Netflixで配信    | 嶋村侑             |
| 2018   | グッバイ、リチャード! The Professor                                          | クレア                             |                  | （吹き替え版なし） |
| 2019   | ゾンビランド:ダブルタップ Zombieland: Double Tap                             | マディソン                         | [ 5 ]            | 安達祐実           |
| 2019   | Buffaloed                                                                    | Peg Dahl                           |                  |                    |
| 2022   | ノット・オーケー！ Not Okay                                                  | ダニー                             |                  | 佐倉綾音           |
| 2022   | アウトフィット ある仕立屋の長い夜 The Outfit                                 | Mable Shaun                        |                  | 合田絵利           |
| 2022   | ティファニーの贈り物 Something from Tiffany's                                | レイチェル・メイヤー               |                  | 岡純子             |
| 2024   | 陪審員2番 Juror No. 2                                                        | アリソン・"アリー"・クルーソン     | U-NEXTで配信     | （吹き替え版なし） |

### テレビ
| 放映年    | 邦題 原題                                                                  | 役名                       | 備考                                | 吹き替え |
| --------- | -------------------------------------------------------------------------- | -------------------------- | ----------------------------------- | -------- |
| 2010-2011 | スイート・ライフ オン・クルーズ The Suite Life on Deck                     | マヤ・ベネット             | 7エピソードに出演                   |          |
| 2011      | NCIS 〜ネイビー犯罪捜査班 NCIS                                             | ローレン                   | 第8シーズン第17話「奪われた押収品」 |          |
| 2011      | クリミナル・マインド 特命捜査班レッドセル Criminal Minds: Suspect Behavior | 青いマスクの女             | 第12話「奪われた顔」                |          |
| 2011      | Hallelujah                                                                 | ウィロウ・ターナー         | パイロット版のみ、未放送            |          |
| 2011-2012 | リンガー 〜2つの顔〜 Ringer                                                | ジュリエット・マーティン   | 18エピソードに出演                  | 白石涼子 |
| 2013      | スイッチ 〜運命のいたずら〜 Switched at Birth                              | エリサ・ソーヤー           | 2エピソードに出演                   |          |
| 2019-     | ザ・ポリティシャン The Politician                                          | インフィニティ・ジャクソン | 8エピソードに出演 Netflixで配信     | 森谷里美 |

## 参照
1. 1 2  “Zoey Deutch: Biography”. TVguide. 2013年2月24日閲覧。
2. ↑  “Lea Thompson Gets In Holiday Spirit On Usa”. Sun Sentinel. 2013年2月24日閲覧。
3. ↑  “Thomas Mann And Zoey Deutch Talk Southern Stereotypes In 'Beautiful Creatures'”. FANBOLT. 2013年2月24日閲覧。
4. ↑  “リンクレイター新作に若手俳優集結、リー・トンプソンの娘やカート・ラッセルの息子も”. 映画ナタリー. (2016年9月20日) 2016年9月21日閲覧。
5. ↑  N'Duka, Amanda (2018年11月27日). “'Zombieland 2': Zoey Deutch Joins Original Cast In Sony's Sequel”. Deadline Hollywood. 2019年10月22日閲覧。
6. ↑  “『ノット・オーケー！』感想（ネタバレ）”.   シネマンドレイク (2022年8月14日). 2022年9月17日閲覧。